# Acanthophila kuznetzovi
Acanthophila kuznetzovi is een vlinder uit de familie tastermotten (Gelechiidae). De wetenschappelijke naam van de soort is voor het eerst geldig gepubliceerd in 1998 door Alexander Georgievich Ponomarenko.

## Type
- holotype: "male, 27.VII.1993. leg. Beljaev"
- instituut: IBSS, Vladivostok, Rusland
- typelocatie: "Russia, Primorskii krai, 19 km NW Partizansk, Brovnichi, Tigrovaya River"